# Zahrádka (hrad)
Zahrádka (též Klosterberg či Kotrbejk) je zaniklý hrad, který stával na ostrohu mezi řekou Želivkou a Blažejovickým potokem nedaleko dnes již neexistující obce Zahrádka.

## Historie
První písemná zmínka o hradu pochází z roku 1376. Ve výčtu příslušenství městečka Zahrádky z roku 1356 hrad uveden není, a proto byl nejspíše založen v následujících dvaceti letech. Jeho zakladatelem mohla být vyšehradská kapitula, ale pravděpodobnější je, že si hrad vystavěl její probošt jako své soukromé sídlo. V roce 1384 byla majitelem kapitula, pro kterou ji spravoval purkrabí Urban. Kapitula o hrad přišla během husitských válek a roku 1436 jej císař Zikmund zastavil Mikuláši Trčkovi z Lípy. Není jisté, zda v té době byl hrad obyvatelný, ale jistě zanikl nejpozději do konce patnáctého století.

## Popis
Jednodílný hrad s obdélníkovým půdorysem stál na ostrohu mezi Želivkou a Blažejovickým potokem, který jej obtékal ze západu a na severu se vléval do Želivky. Čelní stranu chránil příkop a obvodová hradba. Na čelní straně je jejím pozůstatkem mohutný val, v jehož koruně je patrný drobný fragment zdiva. Menší val naznačuje průběh zbývajících stran obvodového opevnění. Vstupní brána bývala v jihozápadním nároží a přístup k ní zajišťovala nějaká forma parkánovitého opevnění. Uprostřed hradbou vymezeného nádvoří se nachází mírně převýšená skalka, na které stávala blíže neznámá, snad věžovitá, stavba. Jiná nejspíše dvouprostorová budova stávala v severovýchodním nároží. U reliktu západní hradby se nalézá prohlubeň, která je pravděpodobně pozůstatkem cisterny na vodu.